# Doppia (torrente)
Il Doppia è un torrente della provincia di Bergamo. Nasce dal monte Crocione, nelle Alpi Orobie, in territorio di Bianzano, tra la Val Seriana e la Val Cavallina. Confluisce dopo 8 km da sinistra nel Serio a Cene, in Val Seriana. Scorre nella valle Rossa, nei comuni di Bianzano, Leffe ed appunto Cene, comune maggiormente interessato dal corso del torrente, attraversato completamente da Est ad Ovest.
La sua rilevanza in ambito storico è data dal fatto che per secoli, indicativamente dal XV al XVIII, è stato la linea di confine tra i comuni di Cene di Sopra e Cene di Sotto, fusi poi nell'attuale Cene.